# Калашников, Геннадий Николаевич
Геннадий Николаевич Калашников (род. в 1947 году) — русский поэт, переводчик поэзии, литературный редактор.

## Биография
Родился 6 января 1947 г. в деревне Ровно Тульской области в семье учителей. Отец, Калашников Николай Николаевич (1918—1996), учитель, директор школы, заведующий РОНО, ветеран Великой Отечественной войны. Мать, Татьяна Захаровна Калашникова (урожденная Фомина) (1922—1962), учительница.
Учился в семилетней школе деревни Ровно, в восьмилетней школе деревни Володьково, в школе № 1 города Белёва, в школе им. А. П. Чехова города Истры. Окончил филологический ф-т МГПИ им. Ленина (1972). Работал в многотиражной газете «Менделеевец» в МХТИ, в еженедельниках Литературная Россия, Литературная газета, в издательствах Современник, ЭКСМО. Живёт в Москве.
Член Союза писателей СССР с 1988 г., Союза российских писателей, член правления Союза российских писателей. До 2016 года был членом Русского ПЕН-центра, вышел из него из-за несогласия с тогдашним руководством.

Был членом жюри и председателем многих литературных конкурсов. Ведет литературную студию при Союзе российских писателей.

Автор книг «Ладонь» (1986), «С железной дорогой в окне» (1995), «Звукоряд» (2007), «Каво люблю…» (2017), «В центре циклона» (2018).

Первая публикация стихотворений — журнал «Юность» № 3, 1971 г.

Публиковался в журналах Юность, Новый мир, Знамя, Дружба народов, «Writer Magazine (Писатель)» (КНР), Смена, Грани, Дон, Истина и жизнь, Диалог, Другой берег, 45-я параллель, Южное сияние, «Экземпляр» (Тверь) и др. Стихи были представлены в антологиях «Русская поэзия. XX век» (М., 2001), «Русская поэзия. XXI век» (М., 2010).

Дипломант Всесоюзного конкурса им. М. Горького за лучшую первую книгу (1984). Лауреат премии «Московский счет» за лучшую книгу года (2007).

Лауреат Международного Тютчевского конкурса «Мыслящий тростник» (2015), лауреат конкурса «45-й калибр» (2016), лауреат премии Пушкинского общества Америки «Душа в заветной лире" (2016), лауреат премии «Золотое перо Тулы» (2020) и премии Золотая тыква (Тверского союза литераторов, Тверь, 2020).

Получил грамоту Министерства культуры республики Дагестан за вклад в развитие современной дагестанской литературы и межрегиональное сотрудничество (Махачкала, 2020). Лауреат литературной премии «Антоновка 40+» за 2021 год.

Переводил поэзию народов СССР (И. Тарба, А. Токомбаев, М. Исмаил, Н. Гасанзаде, А. Ковусов, Э. Межелайтис и др.).

Принимал (как литературный редактор) участие в подготовке двух сборников «Проза из Китая» (Москва, Союз российских писателей, 2017 и 2018).

Составитель сборников стихотворений А.К. Толстого, Саши Чёрного, И. Бунина в издательстве ЭКСМО.

## Отзывы о творчестве
Поэт Евгений Винокуров: Вот хрупкое и красивое стихотворение «Соловьиная ветка», опубликованное в «Литературной России». Оно тонко, воздушно, и … как бы подвешено в воздухе, такое оно легкое, кажется, что оно держится только за счет каких-то внутренних, скрытых сил, одухотворенности. А вот стихотворение «Камчатка» («Юность», № 5, 1979) — оно, наоборот, массивно и впечатляет своей тяжеловесностью, ибо там говорится… о созидании мира. Здесь уже другой «удельный вес» стихотворения, та затрудненность, которая необходима для передачи борения космогонических, стихийных сил: «Здесь сотворенья гул. И россыпью углей малиново светящийся кипрей. Здесь молода земля — ещё в ходу букварь. Опять учусь читать, читаю: Твердь и Тварь». Молодой поэт любит подчас сводить грандиозное к микромиру. Он хочет «в ладони собрать этот лес», чтоб «к уху, как будто часы, поднять, затаивши дыханье, и слушать его колыханье, и чувствовать холод росы». А то и наоборот, рассматривает мир в увеличительное стекло. …Отсюда широкая амплитуда его отношений к миру, отсюда возможность контрастности, рельефности изображения. Отсюда переходы от легкости к тяжести, от мягкости деталей к масштабности, от полюса к полюсу, переходы от света к тени. (Журнал «Литературная учёба», 5, 1979)
Писатель, сценарист Светлана Василенко: Геннадия Калашникова везде печатают, но мало кто понимает, что он скрытый гений, который постепенно раскрывается. («Независимая газета», НГ-Exlibris, 28 мая 2015 г., «Мушки или бриллианты»)
Писатель, поэт Сергей Алиханов: В своем неуклонном стремлении к совершенству поэзия Геннадия Калашникова стала носителем свободы. Читая стихи Калашникова, я настолько погружаюсь в них, что порой начинаю чувствовать наше общее прошлое своим — текущим! — читательским настоящим. (С. Алиханов «…И я вскочу в золотой вагон, везущий на страшный суд», «Новые известия», 6 июля 2019)
Критик Леонид Бахнов: В те времена, когда мы начинали, конец 60-х, 70-е, советская власть ставила литератора, в том числе и поэта, и, может быть, в первую очередь поэта, перед сложным выбором: была, как ни странно, такая боязнь продешевить. Продешевить не в каком-то там меркантильном смысле, а продешевить, примкнув к кому-то. Можно было примыкать к амбициозным апологетам власти, или к диссидентам, а ещё — к андеграунду. Многих, в том числе, думаю, и Геннадия, удерживала от этого боязнь заговорить не своим языком, и он пошел по пути аскезы, некой стиховой аскезы… (С. Алиханов «…И я вскочу в золотой вагон, везущий на страшный суд», «Новые известия», 6 июля 2019)
Прозаик Андрей Убогий: Время — едва ли не главный герой поэзии Геннадия Калашникова; как поэт ощущает атмосферный столб воздуха, что стоит у него на плечах — так он чувствует и «прозрачное время», что «течёт во все стороны, шару подобно». Но изо всех временных категорий, всех форм времени важнейшим является не настоящее, будущее или прошедшее, а — последнее время. По сути, «последнее время» — это та стадия или граница, за которой время вообще упраздняется, перестаёт быть: и поэтому взгляд на «последнее время» направлен уже как бы из вневременного предела. («В этой живой волне…», «Дружба народов» № 9, 2018)
Философ Иосиф Фридман: Перед нами редкий по нынешним временам образец натурфилософской поэзии. А Геннадий Калашников, стало быть, — поэт-натурфилософ. Ужели слово найдено? Если оно и так, то это не наша заслуга. Слово найдено не критиками (которые, вообще говоря, знают цену ГК, но не торопятся о нём писать), а самим поэтом, который хотя и не произносит «N-word», но подводит к нему вплотную. Если ретроспективно пройтись «по вехам имен» стихотворных сборников ГК (до обидного немногочисленных) — «Ладонь», «С железной дорогой в окне», «Звукоряд» и, наконец, «В центре циклона», — станет ясно, что они обозначают, кроме всего прочего, этапы самопознания поэта. Похоже, сам ГК пришел к более или менее натурфилософскому названию «В центре циклона» словно бы поневоле, покорившись необходимости… (И стал я телом огня, «Новый мир» 2019 (на сайте журнала))
Поэт Александр Карпенко: В центре циклона" Геннадия Калашникова — сильная, стильная книга… «Ночлег в пути» — стихотворение с фольклорными мотивами, заставляющее вспомнить «Русский огонёк» Николая Рубцова. Каждому из нас приходилось ночевать в чужом доме. Но Геннадий не был бы тем Калашниковым, которого мы ценим и любим, если бы не вплёл сюда подтекстом соображение о том, что вся наша жизнь — это, в сущности, ночлег в пути из одной вечности в другую. («Рекущая река Геннадия Калашникова», журнал «Южное сияние», № 1, 2019).
Поэт, прозаик, литературовед Виктор Есипов: Калашников — наш современник, но, когда он пишет философские стихотворения, он живёт в Большом времени, отличном от нашего, в нём сосуществуют древнегреческий философ Гераклит с гоголевским Акакием Акакиевичем и лермонтовский Демон с учёными Цельсием и Реомюром, а мир выглядит первозданным, и на выжженную солнцем сушу мыса Меганом смотрят глаза давно исчезнувших водяных чудовищ. («Качнулся мир и по-иному замер» «Знамя», № 1, 2019).
Литературный критик, публицист Ефим Гофман: …Достучаться до этого изнаночного, безысходного аспекта существования важно поэту Геннадию Калашникову лишь для того, чтобы, дойдя до подобного тупика, пробиться к полярно противоположному ему началу, о котором идёт речь в завершающих подборку стихах. К тому, что (процитируем по тексту стихотворения) «льётся всегда», «не знает числа», «отвергает правоту циферблата». К «единственному, что не сводит с ума». Или, иначе говоря, к непреходящему, вечному с в е т у. («Моментальные снимки», "Плавучий мост, № 4-2018 и № 1-2019).

## Отдельные публикации
Журнал Новый мир: «Живая тьма» (№ 1, 2009), «За вычетом света» (№ 10, 2010), «Дно колодца мерцает» (№ 7, 2015)

Журнал Знамя: «…И снова жить хочу» (№ 8, 2019), «Эхо эпохи», (№ 10, 2019)

Журнал Дружба народов: «Глагол начальный» (№ 12, 2010), стихотворения (№ 8, 2014), рассказы «Каво люблю…» (№ 11, 2016), «Когда я говорю на моем языке…» (№ 6, 2018)

Журнал «Writer Magazine (Писатель)» (КНР): рассказы «Каво люблю…» (на китайском языке) (2018)

Журнал «Плавучий мост»: «Чертеж на звездном небе» (№ 3/15, 2017), «Педагог» (№ 1/17, 2018), стихотворения (№ 4/20, 2018 и № 1, 2019), «Голоса» (№ 1/25, 2020)

«Дальнозоркие горизонты», журнал «Октябрь» (№ 12, 2009)

«Педагог», «Иерусалимский журнал» (№ 57, 2017)

«В тихом упорном бою», журнал «Дети Ра» (№ 7, 2016)

«На бытийном ветру», журнал «Аргамак», Татарстан (№ 1/24, 2016)

«Немое кино», журнал «Гостиный Дворъ» (№ 3/7, 2018)

«В центре циклона», журнал «День и ночь» (№ 1, 2019)

«Живи без меня, живи…», журнал «Складчина» (№ 2/46, 2019)

«Я ловец и добыча: текучий мир Геннадия Калашникова», журнал «Экземпляр» (№ 2, 2020)

Антологии «Русская поэзия XX век» (М., 2001), «Русская поэзия XXI век» (М., 2010), альманах «День поэзии» (№ 12, 2018)

Подборки стихотворений: журналы «Новый берег» (№ 39, 2013), «Новый Гильгамеш» (№ 2/5, 2018), «Образ» (№ 1/20, 2019), журнал Prosōdia (№ 11, 2019)

## Видеоматериалы
«Откровенно о важном», телестудия «НикаTV» (Калуга), 24 июля 2019
Авторский вечер Геннадия Калашникова в доме-музее Бориса Пастернака. 23.06.2018 (YouTube)
Интервью с Сергеем Алихановым — Facebook от 6 июля 2018 г. "…И я вскочу в золотой вагон, везущий на страшный суд, Новые известия (6 июля 2019)
Вечер Геннадия Калашникова в редакции журнала Новый мир (2018)

## Рецензии на книги и публикации
Евгений Винокуров «О стихотворениях Геннадия Калашникова», Литературная учеба (№ 5, 1979)

Сергей Костырко «Запомнить музыку и день…», Октябрь (№ 12, 1985)

Лола Звонарева, Татьяна Городецкая-Здорик «Там тополя ветка срослась со стихом…», «Москва» (№ 6, 1985)

Андрей Мальгин «Мы — поколенье Нового Арбата…», Новый мир (№ 4, 1986)

Владимир Тепляков «Многоголосица Москвы», Московская правда (22.11.2007)

Даниил Чкония «Преодолеть свое земное зренье», Дружба народов (№ 12, 2007)

Сергей Каратов «Окольцованное пространство», Литературная Россия (№ 50-51, 2007)

Сергей Бирюков Рецензия («Дети Ра», № 7-8 (33-34), 2007)

Елена Хомутова «При свете жизни. К портрету поколения людей семидесятых», Знамя (№ 4, 2008)

Виктор Пронин «Предчувствие дождя», Литературная Россия (№ 9, 2008)

Елена Семенова «Вот-вот и затвердеет», НГ-Exlibris, 23.03.2017

Елена Семенова «Столикий огонь обжигает меня», НГ-Exlibris, 4.10.2018

Андрей Убогий «В этой живой волне…», Дружба народов (№ 9, 2018)

Александр Карпенко «Рекущая река Геннадия Калашникова», журнал «Южное сияние» (№ 1, 2019)

Иосиф Фридман «И СТАЛ Я ТЕЛОМ ОГНЯ», Новый мир 2019 (на сайте журнала)

Виктор Есипов «Качнулся мир и по-иному замер» Знамя (№ 1, 2019)

Ефим Гофман «Моментальные снимки» ("Плавучий мост, № 4-2018 и № 1-2019)

Эмиль Сокольский «Подсвеченный мир Геннадия Калашникова», Prosōdia (24.06.2019)

Сергей Алиханов "…И я вскочу в золотой вагон, везущий на страшный суд, Новые известия (6 июля 2019)

Nota bene: Книжная полка Сергея Бирюкова «Зензивер», № 5 (151), 2017

Эльвина Мороз («Наблюдатель. Рецензии») «Родом из детства», Знамя (№ 6, 2017)

Вера Линькова «Нежный рефрен бессонницы», Литературная газета (№ 63/6669, 2018) 

Вера Линькова Есмь аз, Стихи.ру, 2018.8.30 № 2923